# Canton de Valensole
Le canton de Valensole est une circonscription électorale française située dans le département des Alpes-de-Haute-Provence et la région Provence-Alpes-Côte d'Azur.
À la suite du redécoupage cantonal de 2014, les limites territoriales du canton sont remaniées. Le nombre de communes du canton passe de 4 à 10.

## Histoire
Par décret du 24 février 2014, le nombre de cantons du département est divisé par deux, avec mise en application aux élections départementales de mars 2015. Le canton de Valensole est conservé et s'agrandit. Il passe de 4 à 10 communes.

## Géographie
Ce canton est organisé autour de Valensole dans l'arrondissement de Digne-les-Bains. Son altitude varie de 268 m à Gréoux-les-Bains à 690 m à Brunet pour une altitude moyenne de m.
| Nom de la commune       | Alt. mini (m) | Alt. maxi (m) |
| ----------------------- | ------------- | ------------- |
| Allemagne-en-Provence   | 389           | 622           |
| Brunet                  | 369           | 690           |
| Esparron-de-Verdon      | 307           | 585           |
| Gréoux-les-Bains        | 268           | 571           |
| Montagnac-Montpezat     | 394           | 653           |
| Sainte-Croix-du-Verdon  | 443           | 669           |
| Saint-Martin-de-Brômes  | 307           | 588           |
| Saint-Laurent-du-Verdon | 394           | 581           |
| Quinson                 | 353           | 584           |
| Valensole               | 290           | 651           |

## Représentation

### Conseillers généraux de 1833 à 2015
| Période                                  | Période          | Identité                               | Étiquette   | Qualité |
| ---------------------------------------- | ---------------- | -------------------------------------- | ----------- | --- |
| 1833                                     | 1848             | Jean-Louis-Hercule Giraud              |             | Juge au Tribunal de Sisteron puis Président du Tribunal civil de Forcalquier                                         |
| 1848                                     | 1852             | Aristide Guibert                       |             | Avocat à Gréoux |
| 1852                                     | 1867             | Alphonse Jaubert                       |             | Avocat |
| 1867                                     | 1871             | Ernest de Salve-Villedieu (1815-1893)  |             | Inspecteur d'Académie à Marseille Fondateur du Lycée de Galatasaray à Istanbul                                       |
| 1871                                     | 1874             | Arnoux Guibert                         |             | Notaire, ancien juge de paix Propriétaire du château de Gréoux                                                       |
| 1874                                     | 1886             | Simon-Pascal Bastide                   | Républicain | Maire de Valensole                                                                                                   |
| 1886                                     | 1891 (démission) | Louis Andrieux                         | Républicain | Avocat puis journaliste Député du Rhône (1876-1885) Député des Basses-Alpes (1885-1889 et 1910-1924) Sénateur (1903) |
| 1891                                     | 1901 (décès)     | Emile Dol                              | Républicain | Médecin, maire de Valensole                                                                                          |
| 1901                                     | 1907             | Eugène Dol                             | Républicain | Maire de Valensole                                                                                                   |
| 1907                                     | 1919             | Jean-Baptiste Malon                    | Républicain | Médecin, maire de Gréoux (1908-1919)                                                                                 |
| 1919                                     | 1925 (démission) | Gustave Reynaud                        |             | Propriétaire - Maire de Gréoux (1919-1924)                                                                           |
| 1925                                     | 1940             | Albert Richaud (1888-1972)             | SFIO        | Huissier de justice Maire de Valensole (1923-1940)                                                                   |
|                                          |                  |                                        |             | |
| 1945                                     | 1967             | Albert Richaud                         | SFIO        | Huissier de justice retraité Maire de Valensole (1923-1940 et 1944-1967)                                             |
| 1967                                     | 1973             | Georges de Salve Villedieu (1900-1975) | DVD         | Exploitant agricole Maire de Valensole                                                                               |
| 1973                                     | 1985             | Max Demol                              | PS          | Agent CEA Maire de Valensole (1977-1983), député suppléant d'André Bellon (1981-1986)                                |
| 1985                                     | 1991 (décès)     | Maurice Chaupin                        | UDF         | Médecin Maire de Valensole (1983-1989)                                                                               |
| 1991                                     | 2004             | Renée Chaupin (épouse du précédent),   | UDF         | |
| 2004                                     | 2015             | Maurice Chaspoul                       | PS et app.  | Commerçant Conseiller municipal de Valensole                                                                         |
| Les données manquantes sont à compléter. |                  |                                        |             | |

### Conseillers d'arrondissement (de 1833 à 1940)
| Période                                  | Période | Identité                               | Étiquette | Qualité |
| ---------------------------------------- | ------- | -------------------------------------- | --------- | --- |
| 1833                                     | 1839    | Hilaire Giraud (de) Monroc (1784-1850) |           | Propriétaire au hameau de Saint-Roch à Valensole                                                            |
| 1839                                     | 1848    | M. Tardivi                             |           | Juge de paix à Valensole                                                                                    |
|                                          |         |                                        |           | |
| 1886                                     |         | Jules-Jacques Martinet                 |           | Agriculteur et négociant à Valensole Président du Conseil d'arrondissement                                  |
| 1913                                     |         | M. Groupe                              | SFIO      | |
|                                          |         |                                        |           | |
| 1931                                     | 1940    | Auguste Baudino                        | SFIO      | Cultivateur à Brunet                                                                                        |
| 1940                                     |         |                                        |           | Les conseils d'arrondissement ont été suspendus par la loi du 12 octobre 1940 et n'ont jamais été réactivés |
| Les données manquantes sont à compléter. |         |                                        |           | |

### Conseillers départementaux après 2015
| Période élective | Période élective | Mandat | Mandat   | Identité                 | Nuance | Nuance | Qualité |
| ---------------- | ---------------- | ------ | -------- | ------------------------ | ------ | ------ | --- |
| 2015             | 2021             | 2015   | 2021     | Nathalie Ponce-Gassier   |        | PS     | Professeur 1re Vice-présidente déléguée aux collèges, au numérique, à la jeunesse et la langue provençale, conseillère municipale de Gréoux-les-Bains depuis 2020                                           |
| 2015             | 2021             | 2015   | 2021     | Jean-Christophe Pétrigny |        | PS     | Maire de Saint-Martin-de-Brômes (2007-2020) Vice-président de la Communauté d'agglomération Durance Luberon Verdon (2014-2020), Président depuis 2020 4e Vice-président délégué aux finances et au tourisme |
| 2021             | 2028             | 2021   | en cours | Michèle Cottret          |        | LR     | Ancien cadre Première adjointe au maire de Gréoux-les-Bains |
| 2021             | 2028             | 2021   | en cours | Marcel Gossa             |        | LR     | Agriculteur producteur à Valensole, 8ème Vice-Président du conseil départemental |

#### Élections de mars 2015
À l'issue du premier tour des élections départementales de 2015, deux binômes sont en ballottage : Laurence Turquet et Robert Vidal (FN, 30,95 %) et Jean-Christophe Petrigny et Nathalie Ponce-Gassier (PS, 27,65 %). Le taux de participation est de 58,54 % (4 173 votants sur 7 129 inscrits) contre 55,34 % au niveau départemental et 50,17 % au niveau national.
Au second tour, Jean-Christophe Petrigny et Nathalie Ponce-Gassier (PS) sont élus avec 55,89 % des suffrages exprimés et un taux de participation de 61,34 % (2 221 voix pour 4 375 votants et 7 132 inscrits).
Nathalie Ponce-Gassier et Jean-Christophe Petrigny sont membres du groupe Majorité départementale.

#### Élections de juin 2021
Le premier tour des élections départementales de 2021 est marqué par un très faible taux de participation (33,26 % au niveau national). Dans le canton de Valensole, ce taux de participation est de 42,58 % (3 131 votants sur 7 354 inscrits) contre 40,72 % au niveau départemental. À l'issue de ce premier tour, deux binômes sont en ballottage : Michèle Cottret et Marcel Gossa (LR, 37,69 %) et Martine Ravier et Robert Vidal (RN, 26,08 %).
Le second tour des élections est marqué une nouvelle fois par une abstention massive équivalente au premier tour. Les taux de participation sont de 34,3 % au niveau national, 42,59 % dans le département et 44,56 % dans le canton de Valensole. Michèle Cottret et Marcel Gossa (LR) sont élus avec 68,52 % des suffrages exprimés (2 068 voix pour 3 277 votants et 7 354 inscrits),,.

## Composition

### Composition avant 2015
Le canton de Valensole regroupait quatre communes.
| Nom                    | Code Insee | Codepostal | Superficie (km2) | Population (dernière pop. légale) | Densité (hab./km2) |
| ---------------------- | ---------- | ---------- | ---------------- | --------------------------------- | ------------------ |
| Valensole (chef-lieu)  | 04230      | 04210      | 127,77           | 3 280 (2012)                      | 26                 |
| Brunet                 | 04035      | 04210      | 28,47            | 260 (2012)                        | 9,1                |
| Gréoux-les-Bains       | 04094      | 04800      | 69,46            | 2 589 (2012)                      | 37                 |
| Saint-Martin-de-Brômes | 04189      | 04800      | 21,09            | 554 (2012)                        | 26                 |

### Composition depuis 2015
Le nouveau canton de Valensole regroupe dix communes.
| Nom                               | Code Insee | Intercommunalité                        | Superficie (km2) | Population (dernière pop. légale) | Densité (hab./km2) | Modifier                                    |
| --------------------------------- | ---------- | --------------------------------------- | ---------------- | --------------------------------- | ------------------ | ------------------------------------------- |
| Valensole (bureau centralisateur) | 04230      | CA Durance-Luberon-Verdon Agglomération | 127,77           | 3 151 (2022)                      | 25                 | modifier les données · modifier les données |
| Allemagne-en-Provence             | 04004      | CA Durance-Luberon-Verdon Agglomération | 32,99            | 539 (2022)                        | 16                 | modifier les données · modifier les données |
| Brunet                            | 04035      | CA Durance-Luberon-Verdon Agglomération | 28,47            | 293 (2022)                        | 10                 | modifier les données · modifier les données |
| Esparron-de-Verdon                | 04081      | CA Durance-Luberon-Verdon Agglomération | 34,20            | 382 (2022)                        | 11                 | modifier les données · modifier les données |
| Gréoux-les-Bains                  | 04094      | CA Durance-Luberon-Verdon Agglomération | 69,46            | 3 088 (2022)                      | 44                 | modifier les données · modifier les données |
| Montagnac-Montpezat               | 04124      | CA Durance-Luberon-Verdon Agglomération | 34,18            | 405 (2022)                        | 12                 | modifier les données · modifier les données |
| Quinson                           | 04158      | CA Durance-Luberon-Verdon Agglomération | 28,11            | 388 (2022)                        | 14                 | modifier les données · modifier les données |
| Saint-Laurent-du-Verdon           | 04186      | CA Durance-Luberon-Verdon Agglomération | 8,89             | 89 (2022)                         | 10                 | modifier les données · modifier les données |
| Saint-Martin-de-Brômes            | 04189      | CA Durance-Luberon-Verdon Agglomération | 21,09            | 632 (2022)                        | 30                 | modifier les données · modifier les données |
| Sainte-Croix-du-Verdon            | 04176      | CA Provence-Alpes Agglomération         | 13,70            | 115 (2022)                        | 8,4                | modifier les données · modifier les données |
| Canton de Valensole               | 0415       |                                         | 398,86           | 9 082 (2022)                      | 23                 | modifier les données                        |

## Démographie

### Démographie avant 2015
| 1962  | 1968  | 1975  | 1982  | 1990  | 1999  | 2006  | 2011  | 2012  |
| ----- | ----- | ----- | ----- | ----- | ----- | ----- | ----- | ----- |
| 3 108 | 3 381 | 3 451 | 4 081 | 4 421 | 4 876 | 5 793 | 6 629 | 6 683 |

### Démographie depuis 2015
En 2022, le canton comptait 9 082 habitants, en évolution de +5,08 % par rapport à 2016 (Alpes-de-Haute-Provence : +2,84 %, France hors Mayotte : +2,11 %).
| 2013  | 2018  | 2022  |
| ----- | ----- | ----- |
| 8 744 | 8 706 | 9 082 |